# Mbaye Gana Kébé
M'baye Gana Kébé (* 1936 in Thiès; † 11. April 2013 in Dakar) war ein senegalesischer Schriftsteller.
Er studierte an der Oberen Normalschule und war Literaturlehrer.

## Werke
- Ébéniques, 1975
- Le Blanc du nègre, 1979
- Colombes, 1979
- Ronde, 1979
- Le Décret, 1984
- Les lèvres bleues, 1984
- Le cri de notre sang, 1994
- Soldats de mes rêves, 1997
- Gorgui, 2003
- Tirailleurs en France, 2005
- Capitaine N'Tchoréré, 2008
- Une fresque pour Thiaroye, 2008